# Marius Müller (Fußballspieler, 1993)
Marius Müller (* 12. Juli 1993 in Heppenheim) ist ein deutscher Fußballtorwart. Er steht seit Juli 2024 beim VfL Wolfsburg unter Vertrag und ist ehemaliger Nachwuchsnationalspieler.

## Karriere

### Vereine
Müller begann in der Jugend des TV 1883 Lampertheim mit dem Fußballspielen und schloss sich im Jahre 2003 dem 1. FC Kaiserslautern an. Dort wurde er zur Zweitligasaison 2012/13 in den Profikader als dritter Torhüter hinter Tobias Sippel und David Hohs berufen, kam jedoch nur in der zweiten Mannschaft in der Regionalliga Südwest zum Einsatz.
Am 11. Mai 2014 (34. Spieltag) kam er zu seinem Profidebüt im Auswärtsspiel gegen Fortuna Düsseldorf über die kompletten 90 Spielminuten. In der folgenden Saison vertrat er noch mehrmals Tobias Sippel und wurde nach dessen Abgang zur Saison 2015/16 Stammtorhüter. Sein Vertrag mit dem FCK lief bis 2017.
Zur Saison 2016/17 wechselte Müller zum Bundesliga-Aufsteiger RB Leipzig. Er erhielt einen bis 2019 laufenden Vertrag. Dort konnte er sich nicht gegen Péter Gulácsi und Fabio Coltorti durchsetzen und spielt für die zweite Mannschaft in der Regionalliga.
Im Juli 2017 kehrte Müller auf Leihbasis bis zum 30. Juni 2018 zurück zum 1. FC Kaiserslautern und absolvierte 32 von 34 Zweitligaspielen; am Ende stieg er mit den Pfälzern als Tabellenletzter in die 3. Liga ab.
Im August 2018 absolvierte der Torhüter seinen einzigen Profi-Einsatz für die Sachsen, als er im Europa-League-Qualifikationsspiel gegen BK Häcken zwischen den Pfosten stand.
Sein Vertrag in Leipzig lief bis 2021, wurde jedoch im Sommer 2019 zugunsten eines Wechsels in die Schweizer Super League zum FC Luzern aufgelöst. Müller erhielt dort einen Dreijahresvertrag. Im Mai 2021 gewann die Mannschaft den Schweizer Cup. Innerhalb kurzer Zeit avancierte Müller aufgrund seiner überzeugenden Leistungen, seiner Mentalität und Führungsstärke zum Aushängeschild und Fan-Liebling. Am 26. Januar 2021 wurde das Arbeitspapier zwischen dem FC Luzern und Marius Müller bis 30. Juni 2025 verlängert.
Im Jahr 2022 erregte Müller mit einer Äußerung in einem Interview Aufsehen: Er kritisierte das «schwule Weggedrehe» von Spielern seiner Mannschaft. Müller entschuldigte sich später für die Äußerung; die Fußballliga eröffnete ein Disziplinarverfahren. Der FC Luzern sanktionierte ihn, nahm ihn aber auch in Schutz. Die Schweizer Fußball-Liga sprach aber keine Spielsperre aus, sondern verhängte lediglich eine Geldbuße in Höhe von 2.000 Schweizer Franken. Im Dezember 2022 bezeichnete das Portal Sport.ch Müller als „absoluten Top-Torwart“.
Zur Saison 2023/24 wechselte Müller zum Bundesliga-Absteiger Schalke 04. Am 28. Juli 2023 gab er sein Pflichtspieldebüt für die Gelsenkirchener bei der 3:5-Niederlage im ersten Saisonspiel gegen den Hamburger SV.
Seit Juli 2024 steht er beim VfL Wolfsburg unter Vertrag. Erstmals in einem Pflichtspiel zum Einsatz kam er für die Wolfsburger am 2. Februar 2025 beim 1:1 im Auswärtsspiel bei Eintracht Frankfurt, als er Stammtorhüter Kamil Grabara nach etwa einer Stunde Spielzeit verletzungsbedingt ersetzte.

### Nationalmannschaft
Müller bestritt zwischen 2013 und 2014 drei Länderspiele für die deutsche U20-Nationalmannschaft.

## Titel und Erfolge
FC Luzern
- Schweizer Cupsieger: 2021